# Liste des lignes de bus de Brest
Les lignes de bus de Brest font partie du réseau Bibus exploité par RD Brest (RATP Dev) et desservent les huit communes de Brest Métropole.

## Évolution du réseau
Le réseau CTCUB puis Bibus a évolué plusieurs fois au fil de son existence.
Au début des années 80, chaque ligne portait un nom, sauf la ligne 5P, ou le nom de la commune périphérique qu'elle desservait, et une couleur unique reprise sur la décoration des bus, les lignes extérieures avaient quant à elle toutes la même couleur. Ainsi le réseau était composé des lignes suivantes, ce système disparu à l'arrivée de la marque Bibus et de la restructuration opérée en 1986, qui réintroduira une numérotation classique :
- Iroise (orange) : Kerourien - Saint-Pierre - Liberté - Place de Strasbourg - Pontanézen (ligne fonctionnant comme une boucle) ;
- Océane (jaune) : Saint-Marc - Liberté - Arsenal - Kerhallet ;
- Armor (violet) : Français-Libres - Kerichen - Kerhallet - Bouguen ;
- Émeraude (vert) : Kerangoff - Liberté - Lambézellec - Lescoat/Kergaradec ;
- Héolia (crème) : Liberté - Kegoat - Cavale Blanche - Prat-Lédan ;
- Albatros (rouge) : Madagascar - Château - Liberté - Palaren - Place de Strasbourg - Pontanézen - Lambézellec ;
- Ligne 5P (bleu ciel) : Gare SNCF - Liberté - Bellevue ;
- École Navale (bleu ciel) : Kernabat - Ecole navale - Prat-Lédan ;
- Lignes extérieures (bleu foncé) :
  - Bohars : Bohars - Kervaho ou Tromeur - Lambézellec ;
  - Gouesnou : Gouesnou - Kergaradec - Place de Strasbourg - Liberté (affrété : Cars Bihan) ;
  - Guilers : Guilers - Bellevue - Liberté (affrétés : CAT 29 ou Le Roux) ;
  - Guipavas : Guipavas -Place de Strasbourg - Liberté (affrété : Cars Le Bris) ;
  - Plougastel : Plougastel-Daoulas - Kerjean - Place de Strasbourg - Liberté (affrété : CAT 29) ;
  - Plouzané : Plouzané - Route du Conquet ;
  - Le Relecq-Kerhuon : Le Relecq-Kerhuon - Kerjean - Place de Strasbourg - Liberté (affrété : Cars Labat).

En 1992, il se composait des lignes suivantes :
- 11/12 : Route du Conquet - Liberté - Place de Strasbourg - Villeneuve (ligne fonctionnant comme une boucle, numéro 11 en sens anti-horaire et 12 en sens horaire)
- 2 : Kerangoff - Liberté - Lambézellec - Kergaradec - Kerguen
- 3 : Amiral Ronarc'h - Recouvrance - Liberté - Saint-Marc - Palaren
- 5 : Provence - Liberté - Gare SNCF (tronc commun avec la ligne 10)
- 6 : Dupuy de Lôme - Bellevue - Lambézellec - Place de Strasbourg - Liberté (ligne de rocade)
- 7 : Casablanca - Kerangoff - Liberté - Port de commerce - Port de plaisance
- 8 : Bellevue - Bouguen - Liberté - Saint-Marc - Place de Strasbourg - Lambézellec
- 9 : Roussillon - Bellevue - Kerichen - Liberté - Gare SNCF
- 10 : Provence - Liberté (tronc commun avec la ligne 5)
- 21 : Bohars - Lambézellec - Liberté
- 22 : Gouesnou - Kergaradec- Place de Strasbourg - Liberté
- 23 : Guilers - Bouguen - Liberté
- 24 : Guipavas - Place de Strasbourg - Liberté
- 25 : Plougastel-Daoulas - Place de Strasbourg - Liberté
- 26 : Plouzané - Route du Conquet - Pont de l'Harteloire - Liberté
- 27N : Le Relecq-Kerhuon (Keriguel) - Place de Strasbourg - Liberté
- 27S : Le Relecq-Kerhuon (Bourg) - Place de Strasbourg - Liberté

En 2003, le réseau, qui est globalement une évolution de celui des années 1990, se composait des lignes suivantes en journée (hors Filignes) :
- 1 : Route du Conquet - Polygone - Liberté - Strasbourg - Kerichen - Villeneuve (tronc commun avec la ligne 4)
- 2 : Kerangoff - Liberté - Lambézellec - Kergaradec - Kerguen
- 3 : Hôpital Cavale - Recouvrance - Liberté - Saint-Marc - Palaren
- 4 : Route du Conquet - Saint-Pierre-Quilbignon - Liberté - Strasbourg - Kergonan - Villeneuve (tronc commun avec la ligne 1)
- 5 : Provence - Liberté - Gare SNCF (tronc commun avec la ligne 10)
- 6 : Ypres - Hôpital Cavale - Bellevue - Lambézellec - Place de Strasbourg (ligne de rocade)
- 7 : Liberté - Port de commerce - Port de plaisance
- 8P : Provence - Bellevue - Bouguen - Liberté - Saint-Marc - Place de Strasbourg - Lambézellec - Provence (circulaire)
- 8R : Roussillon - Bellevue - Bouguen - Liberté - Saint-Marc - Place de Strasbourg - Lambézellec - Roussillon (circulaire)
- 10 : Hôpital Cavale - Liberté - Gare SNCF (tronc commun avec la ligne 5)
- 14 : Plouzané - Technopôle - Route du Conquet - Pont de l'Harteloire - Liberté
- 16 : Bourbonnais - Bouguen - Liberté - Villeneuve - Kerguen - ZAC Kergaradec
- 17 : Liberté - Lambézellec - Villeneuve - Strasbourg - Palaren - D'Estrées
- 18 : Casabianca - Kerangoff - Liberté - Villeneuve - Strasbourg
- 19 : Prat-Lédan - Pont  de l'Harteloire - Liberté - Bouguen - Lambézellec
- 21 : Bohars - Lambézellec - Liberté
- 22 : Gouesnou - Kergaradec- Place de Strasbourg - Liberté
- 23 : Guilers - Bouguen - Liberté
- 24 : Guipavas - Place de Strasbourg - Liberté
- 25 : Plougastel-Daoulas - Place de Strasbourg - Liberté
- 26 : Plouzané - Route du Conquet - Pont de l'Harteloire - Liberté
- 27N : Le Relecq-Kerhuon (Keriguel) - Place de Strasbourg - Liberté
- 27S : Le Relecq-Kerhuon (Bourg) - Place de Strasbourg - Liberté

En 2005, le réseau se composait en journée des lignes suivantes (hors Filignes) ; cette organisation, simplifiant celle utilisée jusqu'à cette époque, est restée peu ou prou la même jusqu'à l'apparition du réseau bus et tram en 2012 :
- 1 : Route du Conquet - Polygone - Liberté - Strasbourg - Kerichen - Villeneuve (tronc commun avec la ligne 4)
- 2 : Casabianca - Kerangoff - Liberté - Lambézellec - Coat-Bian
- 3 : Provence - Bellevue - français-Libres - Liberté - Octroi - Saint-Marc - Palaren - Océanopolis
- 4 : Route du Conquet - Saint-Pierre-Quilbignon - Liberté - Strasbourg - Kergonan - Villeneuve (tronc commun avec la ligne 1)
- 5 : Hôpital Cavale/Provence - Bellevue - Liberté - Gare SNCF
- 6 : Ypres - Hôpital Cavale - Bellevue - Lambézellec - Kerichen - Strasbourg - Saint-Marc - Liberté
- 11 : Hôpital Cavale - Recouvrance - Liberté - Lambézellec - Kerguen
- 12 : Liberté - bouguen - Lambézellec - Strasbourg
- 15 : Liberté - Port de commerce - Océanopolis
- 16 : Strasbourg - Kerguen - ZAC Kergaradec
- 20 : Bohars - Bellevue - Liberté
- 21 : Bohars - Lambézellec - Liberté
- 22 : Gouesnou - Kergaradec- Place de Strasbourg - Liberté
- 23 : Guilers - Bouguen - Liberté
- 24 : Guipavas - Place de Strasbourg - Liberté
- 25 : Plougastel-Daoulas - Place de Strasbourg - Liberté
- 26 : Plouzané - Route du Conquet - Pont de l'Harteloire - Liberté
- 27 : Le Relecq-Kerhuon - Place de Strasbourg - Liberté
- 28 : Plouzané - Technopôle - Route du Conquet - Pont de l'Harteloire - Liberté

En 2012, avec la mise en service du tramway, le réseau a été profondément revu et se présentait ainsi (hors transport à la demande et dessertes spécifiques) :
- 1 : Fort Montbarey - Hôpital Cavale
- 2 : Technopôle Hôpital Cavale
- 3 : Océanopolis - Lambézellec
- 4 : Port de Commerce - Hôpital Cavale
- 5 : Provence - Porte de Gouesnou
- 6 : Fort Montbarey - Clinique Keraudren
- 7 : Bohars - Liberté Frézier
- 8 : Plouzané - Brest - Plougastel
- 9 : Bohars - Liberté Morvan
- 10 : Guilers- Liberté Morvan
- 11 : Le Relecq-Kerhuon - Place de Strasbourg
- 12 : Guipavas - Brest - Gouesnou
- 13 : Plouzané - Fort Montbarey
- 14 : Le Relecq-Kerhuon (par la Corniche) - Place de Strasbourg

Le 1er septembre 2015, ce réseau est modifié comme suit :
- 1 : Fort Montbarey - Hôpital Cavale - Gare
- 3 : Océanopolis - Lambézellec
- 4 : Port de Commerce - Hôpital Cavale
- 5 : Provence - Porte de Gouesnou
- 6 : Fort Montbarey - Recouvrance
- 7 : Bohars - Liberté Frézier
- 8 : Liberté - Plougastel
- 9 : Bohars - Liberté Morvan
- 10 : Guilers- Liberté Morvan
- 11 : Le Relecq-Kerhuon - Place de Strasbourg
- 12 : Guipavas - Brest
- 13 : Plouzané - Fort Montbarey
- 14 : Le Relecq-Kerhuon (par la Corniche) - Place de Strasbourg
- 15 : Fort Montbarey - Plouzané
- 16 : Porte de Gouesnou - Gouesnou
- 17 : Saint-Pierre - Prat Lédan

Enfin, la desserte de la zone d'activités de Kergaradec est revue le 28 août 2016 avec la création de la ligne 28, le réseau restera peu ou prou figé ainsi jusqu'en 2021.
Le 4 janvier 2021, le réseau est restructuré comme suit, avec le retour de la numérotation différenciée entre les lignes desservant Brest et celles desservant les autres communes :
- 1 : Hôpital Cavale - Liberté Branda
- 2 : Lambézellec - Liberté
- 2b Liberté Kerabecam  - Thechnopole/Fort Montbarey
- 3 : Océanopolis (via Liberté Morvan)  - AFPA
- 4 : Porte de Gouesnou - Liberté (Par Bellevue)
- 5 : Port de Commerce - Provence (Gascogne)
- 6 : Fort Montbarey - Recouvrance (Par Casabianca)
- 10 : Hôpital Cavale - Plouzané Bourg
- 11 : Plouzané Bourg - Plouzané Picard
- 12 : Guilers Roberval - Liberté
- 13 : Bohars Petite Gare  - Liberté
- 14 : Bohars Petite Gare - Brest Place de Strasbourg
- 15 : Gouesnou Lantel - Brest Strasbourg
- 16 : Guipavas Anne de Bretagne - Liberté
- 17 : Le Relecq-Kerhuon Kerjean - Strasbourg
- 18 : Le Relecq-Kerhuon Danton - Porte de Guipavas
- 19 : Plougastel Ty Ar Menez - Gare
- 20 : Porte de Gouesnou - Aéroport Brest Bretagne
- 21 : Plouzané - Arsenal
- 22 : Guilers - Arsenal
- 23 : Plougastel - Arsenal
- 25 : Porte de Gouesnou - Plougastel
- 27 : Desserte des serres de Plougastel
- 29 : La ligne bleue (ligne estivale)
- 30 : Noctybus (ligne de nuit)

Le 29 août 2022, la ligne 6 voit son terminus Prat Lédan reporté à Recouvrance, la ligne 15 voit son trajet modifié (fin de la desserte de Villeneuve), la ligne 18 ne dessert plus Guipavas au profit du transport à la demande, la ligne 25 est recentrée sur la zone de Kergaradec, la ligne 26 voit le jour en renfort de la ligne 19 et reprend l'ancien itinéraire de la ligne 23 hors zone militaire.
Le 22 mai 2023, la construction de la ligne B du tramway et du bus à haut niveau de service entrainent des déviations dans les secteurs centre-ville, Bellevue, Lambézellec et cité scolaire de Kerichen pour les lignes 1, 2, 3, 4, 5, 12, 13, 16, 19 et 26 avec deux points notables : la scission de la ligne 2 en deux lignes 2a (Liberté-Lambézellec) et 2b (Liberté-Technopôle/Fort Montbarey) et le déplacement des terminus autour de la place de la Liberté entre autres : Liberté Branda, Liberté Morvan et Liberté Kerabecam, Liberté Multiplex (Cinéma/Rue de Siam)

## Présentation
Le 4 janvier 2021, le réseau de bus est restructuré afin de préparer la mise en place de la ligne B du tramway, de réduire les correspondances et de mieux hiérarchiser l'offre.

### Lignes urbaines
Les lignes urbaines desservent la ville de Brest.
| Ligne | Caractéristiques | Caractéristiques                                                       | Caractéristiques                                                       | Caractéristiques                                                       | Caractéristiques                                                       | Caractéristiques                                                       | Caractéristiques                                                       | Caractéristiques                                                       | Caractéristiques                                                       |
| 1     | Brest — Hôpital Cavale 2 ⥋ Brest — Liberté Branda | Brest — Hôpital Cavale 2 ⥋ Brest — Liberté Branda                      | Brest — Hôpital Cavale 2 ⥋ Brest — Liberté Branda                      | Brest — Hôpital Cavale 2 ⥋ Brest — Liberté Branda                      | Brest — Hôpital Cavale 2 ⥋ Brest — Liberté Branda                      | Brest — Hôpital Cavale 2 ⥋ Brest — Liberté Branda                      | Brest — Hôpital Cavale 2 ⥋ Brest — Liberté Branda                      | Brest — Hôpital Cavale 2 ⥋ Brest — Liberté Branda                      | Brest — Hôpital Cavale 2 ⥋ Brest — Liberté Branda                      |
| ----- | --- | ---------------------------------------------------------------------- | ---------------------------------------------------------------------- | ---------------------------------------------------------------------- | ---------------------------------------------------------------------- | ---------------------------------------------------------------------- | ---------------------------------------------------------------------- | ---------------------------------------------------------------------- | ---------------------------------------------------------------------- |
| 1     | Ouverture / Fermeture 23 juin 2012 / — | Longueur —                                                             | Durée 20 min                                                           | Nb. d’arrêts 20                                                        | Matériel MAN Lion's City NG                                            | Jours de fonctionnement L, Ma, Me, J, V, S, D                          | Jour / Soir / Nuit / Fêtes O / O / N / O                               | Voy. / an —                                                            | Exploitant —                                                           |
| 1     | Desserte : - Villes et lieux desservis : Brest - Gares et stations desservies : Liberté (A). |                                                                        |                                                                        |                                                                        |                                                                        |                                                                        |                                                                        |                                                                        |                                                                        |
| 1     | Autre : - Arrêts non accessibles aux PMR : N.C. - Amplitudes horaires : La ligne fonctionne du lundi au samedi de 5 h 40 à 0 h 40 et les dimanches et fêtes à partir de 8 h 15 environ. - Histoire : - La ligne 1 préfigure la future ligne B du tramway de Brest qui verra le jour d'ici 2026 ; elle abandonne au 4 janvier 2021 la partie Liberté-Fort Montbarey qui est reprise par la nouvelle ligne 2 ; - L'itinéraire de la ligne est fortement modifié en centre-ville et dans le quartier de Bellevue à compter du 22 mai 2023 afin de laisser place aux travaux du tramway. - Date de dernière mise à jour : 19 mai 2023. |                                                                        |                                                                        |                                                                        |                                                                        |                                                                        |                                                                        |                                                                        |                                                                        |
| 1     | Dernière actualisation : — |                                                                        |                                                                        |                                                                        |                                                                        |                                                                        |                                                                        |                                                                        |                                                                        |
| 2a    | Brest — Lambézellec ⥋ Brest — Liberté Kerabecam- Rue Bourgs Les Bourgs | Brest — Lambézellec ⥋ Brest — Liberté Kerabecam- Rue Bourgs Les Bourgs | Brest — Lambézellec ⥋ Brest — Liberté Kerabecam- Rue Bourgs Les Bourgs | Brest — Lambézellec ⥋ Brest — Liberté Kerabecam- Rue Bourgs Les Bourgs | Brest — Lambézellec ⥋ Brest — Liberté Kerabecam- Rue Bourgs Les Bourgs | Brest — Lambézellec ⥋ Brest — Liberté Kerabecam- Rue Bourgs Les Bourgs | Brest — Lambézellec ⥋ Brest — Liberté Kerabecam- Rue Bourgs Les Bourgs | Brest — Lambézellec ⥋ Brest — Liberté Kerabecam- Rue Bourgs Les Bourgs | Brest — Lambézellec ⥋ Brest — Liberté Kerabecam- Rue Bourgs Les Bourgs |
| 2a    | Ouverture / Fermeture 22 mai 2023 / — | Longueur —                                                             | Durée —                                                                | Nb. d’arrêts 18                                                        | Matériel Mercedes-Benz eCitaro                                         | Jours de fonctionnement L, Ma, Me, J, V, S, D                          | Jour / Soir / Nuit / Fêtes O / O / N / O                               | Voy. / an —                                                            | Exploitant —                                                           |
| 2a    | Desserte : - Villes et lieux desservis : Brest - Gares et stations desservies : Liberté (A). |                                                                        |                                                                        |                                                                        |                                                                        |                                                                        |                                                                        |                                                                        |                                                                        |
| 2a    | Autre : - Arrêts non accessibles aux PMR : N.C. - Amplitudes horaires : La ligne fonctionne du lundi au samedi de 5 h 20 à 0 h 30 et les dimanches et fêtes à partir de 8 h 15 environ. - Histoire : - La nouvelle ligne 2, qui reprend une partie du trajet de l'ancienne ligne 1, est en quelque sorte la renaissance d'une partie de l'ancienne ligne 2 de 2012 et supprimée en 2015, sur sa partie Liberté-Technopole mais desservant nouvellement Lambézellec, cette dernière partie laissera place d'ici 2026 à la ligne D du BHNS au départ de la gare ; - L'itinéraire de la ligne est fortement modifié à compter du 22 mai 2023 afin de laisser place aux travaux du tramway : la ligne sera scindée en deux lignes 2a (Liberté-Lambézellec), avec une déviation vers la cité scolaire de Kerichen liée aux travaux du BHNS et une exploitation en boucle dans Lambézellec et 2b (Liberté-Technopole). - Date de dernière mise à jour : 19 mai 2023. |                                                                        |                                                                        |                                                                        |                                                                        |                                                                        |                                                                        |                                                                        |                                                                        |
| 2a    | Dernière actualisation : — |                                                                        |                                                                        |                                                                        |                                                                        |                                                                        |                                                                        |                                                                        |                                                                        |
| 2b    | Brest — Liberté UBO (Via Malakoff) ⥋ Plouzané — Technopôle | Brest — Liberté UBO (Via Malakoff) ⥋ Plouzané — Technopôle             | Brest — Liberté UBO (Via Malakoff) ⥋ Plouzané — Technopôle             | Brest — Liberté UBO (Via Malakoff) ⥋ Plouzané — Technopôle             | Brest — Liberté UBO (Via Malakoff) ⥋ Plouzané — Technopôle             | Brest — Liberté UBO (Via Malakoff) ⥋ Plouzané — Technopôle             | Brest — Liberté UBO (Via Malakoff) ⥋ Plouzané — Technopôle             | Brest — Liberté UBO (Via Malakoff) ⥋ Plouzané — Technopôle             | Brest — Liberté UBO (Via Malakoff) ⥋ Plouzané — Technopôle             |
| 2b    | Ouverture / Fermeture 22 mai 2023 / — | Longueur —                                                             | Durée —                                                                | Nb. d’arrêts 32                                                        | Matériel MAN Lion's City G Heuliez GX 327 Mercedes-Benz Citaro G2      | Jours de fonctionnement L, Ma, Me, J, V, S, D                          | Jour / Soir / Nuit / Fêtes O / O / N / O                               | Voy. / an —                                                            | Exploitant —                                                           |
| 2b    | Desserte : - Villes et lieux desservis : Brest et Plouzané - Gares et stations desservies : Liberté (A), gare de Brest, Château (A) et Jean Moulin (C) à l'arrêt Français Libres, Recouvrance (A), Fort Montbarey (A) et Porte de Plouzané (A). |                                                                        |                                                                        |                                                                        |                                                                        |                                                                        |                                                                        |                                                                        |                                                                        |
| 2b    | Autre : - Arrêts non accessibles aux PMR : N.C. - Amplitudes horaires : La ligne fonctionne du lundi au samedi de 5 h 20 à 0 h 30 et les dimanches et fêtes à partir de 8 h 15 environ. - Particularités : - De 10 h à 15 h 30 environ, un bus sur deux est limité à Fort Montbarey ; - En cas de levée du pont de Recouvrance, la ligne est déviée par le pont de l'Harteloire où passe habituellement la ligne 4. - Histoire : - La nouvelle ligne 2, qui reprend une partie du trajet de l'ancienne ligne 1, est en quelque sorte la renaissance d'une partie de l'ancienne ligne 2 de 2012 et supprimée en 2015, sur sa partie Liberté-Technopole mais desservant nouvellement Lambézellec, cette dernière partie laissera place d'ici 2026 à la ligne D du BHNS au départ de la gare ; - L'itinéraire de la ligne est fortement modifié à compter du 22 mai 2023 afin de laisser place aux travaux du tramway : la ligne sera scindée en deux lignes 2a (Liberté-Lambézellec), avec une déviation vers la cité scolaire de Kerichen liée aux travaux du BHNS et une exploitation en boucle dans Lambézellec et 2b (Liberté-Technopole). - Un essai, faisant en sorte que la desserte du Technopôle de Plouzané soit seulement effectuée lors des heures de pointe de semaine (la ligne 11 a été rallongée à Fort Montbarey pour assurer une desserte hors des heures de pointe et le week-end), avait été conduit à partir du 4 septembre 2023. Il a été abandonné le 6 novembre 2023 et la ligne 2b retrouve la desserte continue du Technopôle. - Date de dernière mise à jour : 21 novembre 2023. |                                                                        |                                                                        |                                                                        |                                                                        |                                                                        |                                                                        |                                                                        |                                                                        |
| 2b    | Dernière actualisation : — |                                                                        |                                                                        |                                                                        |                                                                        |                                                                        |                                                                        |                                                                        |                                                                        |
| 3     | Brest — Océanopolis ⥋ Brest — AFPA | Brest — Océanopolis ⥋ Brest — AFPA                                     | Brest — Océanopolis ⥋ Brest — AFPA                                     | Brest — Océanopolis ⥋ Brest — AFPA                                     | Brest — Océanopolis ⥋ Brest — AFPA                                     | Brest — Océanopolis ⥋ Brest — AFPA                                     | Brest — Océanopolis ⥋ Brest — AFPA                                     | Brest — Océanopolis ⥋ Brest — AFPA                                     | Brest — Océanopolis ⥋ Brest — AFPA                                     |
| 3     | Ouverture / Fermeture 23 juin 2012 / — | Longueur —                                                             | Durée —                                                                | Nb. d’arrêts 37                                                        | Matériel MAN Lion's City G Mercedes-Benz eCitaro Heuliez GX 337 E      | Jours de fonctionnement L, Ma, Me, J, V, S, D                          | Jour / Soir / Nuit / Fêtes O / O / N / O                               | Voy. / an —                                                            | Exploitant —                                                           |
| 3     | Desserte : - Villes et lieux desservis : Brest - Gares et stations desservies : Octroi (A), gare de Brest, Jean Jaurès à distance à l'arrêt Dupleix (A) et Liberté (A). |                                                                        |                                                                        |                                                                        |                                                                        |                                                                        |                                                                        |                                                                        |                                                                        |
| 3     | Autre : - Arrêts non accessibles aux PMR : N.C. - Amplitudes horaires : La ligne fonctionne du lundi au samedi de 5 h 40 à 0 h 55 et les dimanches et fêtes à partir de 7 h 45 environ. - Histoire : À l'exception de son terminus à l'AFPA, la ligne 3 du réseau 2012 est globalement maintenue dans le réseau 2021. - Date de dernière mise à jour : 24 octobre 2023. |                                                                        |                                                                        |                                                                        |                                                                        |                                                                        |                                                                        |                                                                        |                                                                        |
| 3     | Dernière actualisation : — |                                                                        |                                                                        |                                                                        |                                                                        |                                                                        |                                                                        |                                                                        |                                                                        |
| 4     | Brest — Liberté Morvan ⥋ Gouesnou — Porte de Gouesnou | Brest — Liberté Morvan ⥋ Gouesnou — Porte de Gouesnou                  | Brest — Liberté Morvan ⥋ Gouesnou — Porte de Gouesnou                  | Brest — Liberté Morvan ⥋ Gouesnou — Porte de Gouesnou                  | Brest — Liberté Morvan ⥋ Gouesnou — Porte de Gouesnou                  | Brest — Liberté Morvan ⥋ Gouesnou — Porte de Gouesnou                  | Brest — Liberté Morvan ⥋ Gouesnou — Porte de Gouesnou                  | Brest — Liberté Morvan ⥋ Gouesnou — Porte de Gouesnou                  | Brest — Liberté Morvan ⥋ Gouesnou — Porte de Gouesnou                  |
| 4     | Ouverture / Fermeture 4 janvier 2021 / — | Longueur —                                                             | Durée —                                                                | Nb. d’arrêts 42                                                        | Matériel —                                                             | Jours de fonctionnement L, Ma, Me, J, V, S, D                          | Jour / Soir / Nuit / Fêtes O / N / N / O                               | Voy. / an —                                                            | Exploitant —                                                           |
| 4     | Desserte : - Villes et lieux desservis : Brest et Gouesnou - Gares et stations desservies : Liberté (A), Les Capucins (A), Polygone (A), Vali Hir (A), Coat Tan (A) et Porte de Gouesnou (A). |                                                                        |                                                                        |                                                                        |                                                                        |                                                                        |                                                                        |                                                                        |                                                                        |
| 4     | Autre : - Arrêts non accessibles aux PMR : N.C. - Amplitudes horaires : La ligne fonctionne du lundi au samedi de 5 h 50 à 21 h 30 et les dimanches et fêtes de 12 h 40 à 21 h 35 environ. - Date de dernière mise à jour : 19 mai 2023. |                                                                        |                                                                        |                                                                        |                                                                        |                                                                        |                                                                        |                                                                        |                                                                        |
| 4     | Dernière actualisation : — |                                                                        |                                                                        |                                                                        |                                                                        |                                                                        |                                                                        |                                                                        |                                                                        |
| 5     | Brest — Port de commerce ⥋ Brest — Gascogne | Brest — Port de commerce ⥋ Brest — Gascogne                            | Brest — Port de commerce ⥋ Brest — Gascogne                            | Brest — Port de commerce ⥋ Brest — Gascogne                            | Brest — Port de commerce ⥋ Brest — Gascogne                            | Brest — Port de commerce ⥋ Brest — Gascogne                            | Brest — Port de commerce ⥋ Brest — Gascogne                            | Brest — Port de commerce ⥋ Brest — Gascogne                            | Brest — Port de commerce ⥋ Brest — Gascogne                            |
| 5     | Ouverture / Fermeture 4 janvier 2021 / — | Longueur —                                                             | Durée —                                                                | Nb. d’arrêts 30                                                        | Matériel Heuliez GX 337e Heuliez GX Linium                             | Jours de fonctionnement L, Ma, Me, J, V, S, D                          | Jour / Soir / Nuit / Fêtes O / O / N / O                               | Voy. / an —                                                            | Exploitant —                                                           |
| 5     | Desserte : - Villes et lieux desservis : Brest - Gares et stations desservies : Liberté (A), Jean Jaurès à distance à l'arrêt Dupleix (A) et gare de Brest. |                                                                        |                                                                        |                                                                        |                                                                        |                                                                        |                                                                        |                                                                        |                                                                        |
| 5     | Autre : - Arrêts non accessibles aux PMR : N.C. - Amplitudes horaires : La ligne fonctionne du lundi au samedi de 6 h 10 à 0 h 5 et les dimanches et fêtes à partir de 8 h 40 environ. - Date de dernière mise à jour : 19 mai 2023. |                                                                        |                                                                        |                                                                        |                                                                        |                                                                        |                                                                        |                                                                        |                                                                        |
| 5     | Dernière actualisation : — |                                                                        |                                                                        |                                                                        |                                                                        |                                                                        |                                                                        |                                                                        |                                                                        |
| 6     | Brest — Fort Montbarey ⥋ Brest — Recouvrance | Brest — Fort Montbarey ⥋ Brest — Recouvrance                           | Brest — Fort Montbarey ⥋ Brest — Recouvrance                           | Brest — Fort Montbarey ⥋ Brest — Recouvrance                           | Brest — Fort Montbarey ⥋ Brest — Recouvrance                           | Brest — Fort Montbarey ⥋ Brest — Recouvrance                           | Brest — Fort Montbarey ⥋ Brest — Recouvrance                           | Brest — Fort Montbarey ⥋ Brest — Recouvrance                           | Brest — Fort Montbarey ⥋ Brest — Recouvrance                           |
| 6     | Ouverture / Fermeture 4 janvier 2021 / — | Longueur —                                                             | Durée 30 min                                                           | Nb. d’arrêts 27                                                        | Matériel Man Lion's City Mercedes-Benz Citaro G2                       | Jours de fonctionnement L, Ma, Me, J, V, S, D                          | Jour / Soir / Nuit / Fêtes O / N / N / O                               | Voy. / an —                                                            | Exploitant —                                                           |
| 6     | Desserte : - Villes et lieux desservis : Brest - Gares et stations desservies : Fort Montbarey (A) et Recouvrance (A). |                                                                        |                                                                        |                                                                        |                                                                        |                                                                        |                                                                        |                                                                        |                                                                        |
| 6     | Autre : - Arrêts non accessibles aux PMR : N.C. - Amplitudes horaires : La ligne fonctionne du lundi au samedi de 5 h 20 à 20 h 45 et les dimanches et fêtes de 13 h à 19 h 45 environ. - Date de dernière mise à jour : 28 août 2022. |                                                                        |                                                                        |                                                                        |                                                                        |                                                                        |                                                                        |                                                                        |                                                                        |
| 6     | Dernière actualisation : — |                                                                        |                                                                        |                                                                        |                                                                        |                                                                        |                                                                        |                                                                        |                                                                        |

### Lignes périurbaines
Les lignes périurbaines relient les communes périphériques de Brest Métropole à la ville de Brest.
| Ligne | Caractéristiques | Caractéristiques                                                                              | Caractéristiques                                                                              | Caractéristiques                                                                              | Caractéristiques                                                                              | Caractéristiques                                                                              | Caractéristiques                                                                              | Caractéristiques                                                                              | Caractéristiques                                                                              |
| 10    | Plouzané — Bourg ⥋ Brest — Hôpital Cavale 2 | Plouzané — Bourg ⥋ Brest — Hôpital Cavale 2                                                   | Plouzané — Bourg ⥋ Brest — Hôpital Cavale 2                                                   | Plouzané — Bourg ⥋ Brest — Hôpital Cavale 2                                                   | Plouzané — Bourg ⥋ Brest — Hôpital Cavale 2                                                   | Plouzané — Bourg ⥋ Brest — Hôpital Cavale 2                                                   | Plouzané — Bourg ⥋ Brest — Hôpital Cavale 2                                                   | Plouzané — Bourg ⥋ Brest — Hôpital Cavale 2                                                   | Plouzané — Bourg ⥋ Brest — Hôpital Cavale 2                                                   |
| ----- | --- | --------------------------------------------------------------------------------------------- | --------------------------------------------------------------------------------------------- | --------------------------------------------------------------------------------------------- | --------------------------------------------------------------------------------------------- | --------------------------------------------------------------------------------------------- | --------------------------------------------------------------------------------------------- | --------------------------------------------------------------------------------------------- | --------------------------------------------------------------------------------------------- |
| 10    | Ouverture / Fermeture 4 janvier 2021 / — | Longueur —                                                                                    | Durée 35 min                                                                                  | Nb. d’arrêts 42                                                                               | Matériel —                                                                                    | Jours de fonctionnement L, Ma, Me, J, V, S, D                                                 | Jour / Soir / Nuit / Fêtes O / O / N / O                                                      | Voy. / an —                                                                                   | Exploitant —                                                                                  |
| 10    | Desserte : - Villes et lieux desservis : Plouzané et Brest - Gares et stations desservies : Porte de Plouzané (A) et Fort Montbarey (A). |                                                                                               |                                                                                               |                                                                                               |                                                                                               |                                                                                               |                                                                                               |                                                                                               |                                                                                               |
| 10    | Autre : - Arrêts non accessibles aux PMR : N.C. - Amplitudes horaires : La ligne fonctionne du lundi au samedi de 5 h 15 à 0 h 15 et les dimanches et fêtes à partir de 8 h 30 environ. - Particularités : Le dernier aller-retour est effectué en transport à la demande, sauf les jeudis, vendredis et samedis soir. - Date de dernière mise à jour : 27 mars 2021. |                                                                                               |                                                                                               |                                                                                               |                                                                                               |                                                                                               |                                                                                               |                                                                                               |                                                                                               |
| 10    | Dernière actualisation : — |                                                                                               |                                                                                               |                                                                                               |                                                                                               |                                                                                               |                                                                                               |                                                                                               |                                                                                               |
| 11    | Plouzané — Bourg ⥋ Plouzané — Piccard | Plouzané — Bourg ⥋ Plouzané — Piccard                                                         | Plouzané — Bourg ⥋ Plouzané — Piccard                                                         | Plouzané — Bourg ⥋ Plouzané — Piccard                                                         | Plouzané — Bourg ⥋ Plouzané — Piccard                                                         | Plouzané — Bourg ⥋ Plouzané — Piccard                                                         | Plouzané — Bourg ⥋ Plouzané — Piccard                                                         | Plouzané — Bourg ⥋ Plouzané — Piccard                                                         | Plouzané — Bourg ⥋ Plouzané — Piccard                                                         |
| 11    | Ouverture / Fermeture 4 janvier 2021 / — | Longueur —                                                                                    | Durée 25 min                                                                                  | Nb. d’arrêts 22                                                                               | Matériel —                                                                                    | Jours de fonctionnement L, Ma, Me, J, V, S, D                                                 | Jour / Soir / Nuit / Fêtes O / O / N / O                                                      | Voy. / an —                                                                                   | Exploitant —                                                                                  |
| 11    | Desserte : - Villes et lieux desservis : Plouzané et Brest - Gares et stations desservies : Fort Montbarey (A). |                                                                                               |                                                                                               |                                                                                               |                                                                                               |                                                                                               |                                                                                               |                                                                                               |                                                                                               |
| 11    | Autre : - Arrêts non accessibles aux PMR : N.C. - Amplitudes horaires : La ligne fonctionne du lundi au samedi de 6 h 30 à 23 h 30 et les dimanches et fêtes à partir de 8 h environ. - Particularités : - Les horaires sont alignés sur ceux de la ligne 2b afin de garantir la correspondance au Technopôle ; - Un essai, faisant en sorte que la desserte du Technopôle de Plouzané par la ligne 2b soit seulement effectuée lors des heures de pointe de semaine (la ligne 11 a été rallongée à Fort Montbarey pour assurer une desserte hors des heures de pointe et le week-end), avait été conduit à partir du 4 septembre 2023. Il a été abandonné le 6 novembre 2023 et la ligne 11 retrouve son terminus a Plouzané - Piccard. - Le dernier aller-retour est effectué en transport à la demande, sauf les jeudis, vendredis et samedis soir. - Date de dernière mise à jour : 21 novembre 2023. |                                                                                               |                                                                                               |                                                                                               |                                                                                               |                                                                                               |                                                                                               |                                                                                               |                                                                                               |
| 11    | Dernière actualisation : — |                                                                                               |                                                                                               |                                                                                               |                                                                                               |                                                                                               |                                                                                               |                                                                                               |                                                                                               |
| 12    | Guilers — Roberval ⥋ Brest — Liberté Morvan | Guilers — Roberval ⥋ Brest — Liberté Morvan                                                   | Guilers — Roberval ⥋ Brest — Liberté Morvan                                                   | Guilers — Roberval ⥋ Brest — Liberté Morvan                                                   | Guilers — Roberval ⥋ Brest — Liberté Morvan                                                   | Guilers — Roberval ⥋ Brest — Liberté Morvan                                                   | Guilers — Roberval ⥋ Brest — Liberté Morvan                                                   | Guilers — Roberval ⥋ Brest — Liberté Morvan                                                   | Guilers — Roberval ⥋ Brest — Liberté Morvan                                                   |
| 12    | Ouverture / Fermeture 4 janvier 2021 / — | Longueur —                                                                                    | Durée —                                                                                       | Nb. d’arrêts 34                                                                               | Matériel —                                                                                    | Jours de fonctionnement L, Ma, Me, J, V, S, D                                                 | Jour / Soir / Nuit / Fêtes O / O / N / O                                                      | Voy. / an —                                                                                   | Exploitant —                                                                                  |
| 12    | Desserte : - Villes et lieux desservis : Guilers, Bohars et Brest - Gares et stations desservies : Liberté (A). |                                                                                               |                                                                                               |                                                                                               |                                                                                               |                                                                                               |                                                                                               |                                                                                               |                                                                                               |
| 12    | Autre : - Arrêts non accessibles aux PMR : N.C. - Amplitudes horaires : La ligne fonctionne du lundi au samedi de 5 h 55 à 1 h 5 et les dimanches et fêtes à partir de 9 h environ. - Particularités : Les trois derniers aller-retour sont effectués en transport à la demande, sauf les jeudis, vendredis et samedis soir. - Date de dernière mise à jour : 19 mai 2023. |                                                                                               |                                                                                               |                                                                                               |                                                                                               |                                                                                               |                                                                                               |                                                                                               |                                                                                               |
| 12    | Dernière actualisation : — |                                                                                               |                                                                                               |                                                                                               |                                                                                               |                                                                                               |                                                                                               |                                                                                               |                                                                                               |
| 13    | Bohars — Petite Gare ⥋ Brest — Liberté Morvan | Bohars — Petite Gare ⥋ Brest — Liberté Morvan                                                 | Bohars — Petite Gare ⥋ Brest — Liberté Morvan                                                 | Bohars — Petite Gare ⥋ Brest — Liberté Morvan                                                 | Bohars — Petite Gare ⥋ Brest — Liberté Morvan                                                 | Bohars — Petite Gare ⥋ Brest — Liberté Morvan                                                 | Bohars — Petite Gare ⥋ Brest — Liberté Morvan                                                 | Bohars — Petite Gare ⥋ Brest — Liberté Morvan                                                 | Bohars — Petite Gare ⥋ Brest — Liberté Morvan                                                 |
| 13    | Ouverture / Fermeture 4 janvier 2021 / — | Longueur —                                                                                    | Durée —                                                                                       | Nb. d’arrêts 21                                                                               | Matériel —                                                                                    | Jours de fonctionnement L, Ma, Me, J, V, S, D                                                 | Jour / Soir / Nuit / Fêtes O / O / N / O                                                      | Voy. / an —                                                                                   | Exploitant —                                                                                  |
| 13    | Desserte : - Villes et lieux desservis : Bohars et Brest - Gares et stations desservies : Liberté (A). |                                                                                               |                                                                                               |                                                                                               |                                                                                               |                                                                                               |                                                                                               |                                                                                               |                                                                                               |
| 13    | Autre : - Arrêts non accessibles aux PMR : N.C. - Amplitudes horaires : La ligne fonctionne du lundi au samedi de 6 h à 0 h 25 et les dimanches et fêtes à partir de 8 h 40 environ. - Particularités : Après 22 h, les allers-retours sont effectués en transport à la demande, sauf les jeudis, vendredis et samedis soir. - Date de dernière mise à jour : 19 mai 2023. |                                                                                               |                                                                                               |                                                                                               |                                                                                               |                                                                                               |                                                                                               |                                                                                               |                                                                                               |
| 13    | Dernière actualisation : — |                                                                                               |                                                                                               |                                                                                               |                                                                                               |                                                                                               |                                                                                               |                                                                                               |                                                                                               |
| 14    | Bohars — Petite Gare ⥋ Brest — Place de Strasbourg | Bohars — Petite Gare ⥋ Brest — Place de Strasbourg                                            | Bohars — Petite Gare ⥋ Brest — Place de Strasbourg                                            | Bohars — Petite Gare ⥋ Brest — Place de Strasbourg                                            | Bohars — Petite Gare ⥋ Brest — Place de Strasbourg                                            | Bohars — Petite Gare ⥋ Brest — Place de Strasbourg                                            | Bohars — Petite Gare ⥋ Brest — Place de Strasbourg                                            | Bohars — Petite Gare ⥋ Brest — Place de Strasbourg                                            | Bohars — Petite Gare ⥋ Brest — Place de Strasbourg                                            |
| 14    | Ouverture / Fermeture 4 janvier 2021 / — | Longueur —                                                                                    | Durée 30 min                                                                                  | Nb. d’arrêts 26                                                                               | Matériel —                                                                                    | Jours de fonctionnement L, Ma, Me, J, V, S, D                                                 | Jour / Soir / Nuit / Fêtes O / N / N / O                                                      | Voy. / an —                                                                                   | Exploitant —                                                                                  |
| 14    | Desserte : - Villes et lieux desservis : Bohars et Brest - Gares et stations desservies : Strasbourg (A). |                                                                                               |                                                                                               |                                                                                               |                                                                                               |                                                                                               |                                                                                               |                                                                                               |                                                                                               |
| 14    | Autre : - Arrêts non accessibles aux PMR : N.C. - Amplitudes horaires : La ligne fonctionne du lundi au samedi de 6 h 35 à 21 h 30 et les dimanches et fêtes à partir de 9 h 5 environ. - Date de dernière mise à jour : 27 mars 2021. |                                                                                               |                                                                                               |                                                                                               |                                                                                               |                                                                                               |                                                                                               |                                                                                               |                                                                                               |
| 14    | Dernière actualisation : — |                                                                                               |                                                                                               |                                                                                               |                                                                                               |                                                                                               |                                                                                               |                                                                                               |                                                                                               |
| 15    | Gouesnou — Lantel ⥋ Brest — Place de Strasbourg | Gouesnou — Lantel ⥋ Brest — Place de Strasbourg                                               | Gouesnou — Lantel ⥋ Brest — Place de Strasbourg                                               | Gouesnou — Lantel ⥋ Brest — Place de Strasbourg                                               | Gouesnou — Lantel ⥋ Brest — Place de Strasbourg                                               | Gouesnou — Lantel ⥋ Brest — Place de Strasbourg                                               | Gouesnou — Lantel ⥋ Brest — Place de Strasbourg                                               | Gouesnou — Lantel ⥋ Brest — Place de Strasbourg                                               | Gouesnou — Lantel ⥋ Brest — Place de Strasbourg                                               |
| 15    | Ouverture / Fermeture 4 janvier 2021 / — | Longueur —                                                                                    | Durée 40 min                                                                                  | Nb. d’arrêts 33                                                                               | Matériel Setra S 415 NF                                                                       | Jours de fonctionnement L, Ma, Me, J, V, S, D                                                 | Jour / Soir / Nuit / Fêtes O / O / N / O                                                      | Voy. / an —                                                                                   | Exploitant —                                                                                  |
| 15    | Desserte : - Villes et lieux desservis : Gouesnou et Brest - Gares et stations desservies : Porte de Gouesnou (A) et Strasbourg (A). |                                                                                               |                                                                                               |                                                                                               |                                                                                               |                                                                                               |                                                                                               |                                                                                               |                                                                                               |
| 15    | Autre : - Arrêts non accessibles aux PMR : N.C. - Amplitudes horaires : La ligne fonctionne du lundi au vendredi de 6 h à 0 h 30, le samedi à partir de 6 h et les dimanches et fêtes à partir de 9 h environ. - Particularités : Les deux derniers allers-retours sont effectués en transport à la demande, sauf les jeudis, vendredis et samedis soir. - Histoire : Le 29 août 2022, la ligne est modifiée à Gouesnou afin de desservir le nouveau quartier de la zone de Penhoat, en lien avec les lignes scolaires 65, 66, 68 et 69, tandis que le tronçon entre Place de Strasbourg et Villeneuve est supprimé. - Date de dernière mise à jour : 28 août 2022. |                                                                                               |                                                                                               |                                                                                               |                                                                                               |                                                                                               |                                                                                               |                                                                                               |                                                                                               |
| 15    | Dernière actualisation : — |                                                                                               |                                                                                               |                                                                                               |                                                                                               |                                                                                               |                                                                                               |                                                                                               |                                                                                               |
| 16    | Guipavas — Anne de Bretagne ⥋ Brest — Liberté Branda | Guipavas — Anne de Bretagne ⥋ Brest — Liberté Branda                                          | Guipavas — Anne de Bretagne ⥋ Brest — Liberté Branda                                          | Guipavas — Anne de Bretagne ⥋ Brest — Liberté Branda                                          | Guipavas — Anne de Bretagne ⥋ Brest — Liberté Branda                                          | Guipavas — Anne de Bretagne ⥋ Brest — Liberté Branda                                          | Guipavas — Anne de Bretagne ⥋ Brest — Liberté Branda                                          | Guipavas — Anne de Bretagne ⥋ Brest — Liberté Branda                                          | Guipavas — Anne de Bretagne ⥋ Brest — Liberté Branda                                          |
| 16    | Ouverture / Fermeture 4 janvier 2021 / — | Longueur —                                                                                    | Durée —                                                                                       | Nb. d’arrêts 39                                                                               | Matériel Heuliez GX 327                                                                       | Jours de fonctionnement L, Ma, Me, J, V, S, D                                                 | Jour / Soir / Nuit / Fêtes O / O / N / O                                                      | Voy. / an —                                                                                   | Exploitant —                                                                                  |
| 16    | Desserte : - Villes et lieux desservis : Guipavas et Brest - Gares et stations desservies : Strasbourg (A), Jean Jaurès à distance à l'arrêt Dupleix (A) et Liberté (A). |                                                                                               |                                                                                               |                                                                                               |                                                                                               |                                                                                               |                                                                                               |                                                                                               |                                                                                               |
| 16    | Autre : - Arrêts non accessibles aux PMR : N.C. - Amplitudes horaires : La ligne fonctionne du lundi au samedi de 6 h 10 à 0 h 25 et les dimanches et fêtes à partir de 8 h 45 environ. - Particularités : Les deux derniers allers-retours sont effectués en transport à la demande, sauf les jeudis, vendredis et samedis soir. - Date de dernière mise à jour : 19 mai 2023. |                                                                                               |                                                                                               |                                                                                               |                                                                                               |                                                                                               |                                                                                               |                                                                                               |                                                                                               |
| 16    | Dernière actualisation : — |                                                                                               |                                                                                               |                                                                                               |                                                                                               |                                                                                               |                                                                                               |                                                                                               |                                                                                               |
| 17    | Le Relecq-Kerhuon — Kerjean ⥋ Brest — Place de Strasbourg | Le Relecq-Kerhuon — Kerjean ⥋ Brest — Place de Strasbourg                                     | Le Relecq-Kerhuon — Kerjean ⥋ Brest — Place de Strasbourg                                     | Le Relecq-Kerhuon — Kerjean ⥋ Brest — Place de Strasbourg                                     | Le Relecq-Kerhuon — Kerjean ⥋ Brest — Place de Strasbourg                                     | Le Relecq-Kerhuon — Kerjean ⥋ Brest — Place de Strasbourg                                     | Le Relecq-Kerhuon — Kerjean ⥋ Brest — Place de Strasbourg                                     | Le Relecq-Kerhuon — Kerjean ⥋ Brest — Place de Strasbourg                                     | Le Relecq-Kerhuon — Kerjean ⥋ Brest — Place de Strasbourg                                     |
| 17    | Ouverture / Fermeture 4 janvier 2021 / — | Longueur —                                                                                    | Durée 40 min                                                                                  | Nb. d’arrêts 30                                                                               | Matériel —                                                                                    | Jours de fonctionnement L, Ma, Me, J, V, S, D                                                 | Jour / Soir / Nuit / Fêtes O / O / N / O                                                      | Voy. / an —                                                                                   | Exploitant —                                                                                  |
| 17    | Desserte : - Villes et lieux desservis : Le Relecq-Kerhuon et Brest - Gares et stations desservies : Strasbourg (A). |                                                                                               |                                                                                               |                                                                                               |                                                                                               |                                                                                               |                                                                                               |                                                                                               |                                                                                               |
| 17    | Autre : - Arrêts non accessibles aux PMR : N.C. - Amplitudes horaires : La ligne fonctionne du lundi au samedi de 6 h à 1 h et les dimanches et fêtes à partir de 8 h 50 environ. - Particularités : Les deux derniers allers-retours sont effectués en transport à la demande, sauf les jeudis, vendredis et samedis soir. - Date de dernière mise à jour : 27 mars 2021. |                                                                                               |                                                                                               |                                                                                               |                                                                                               |                                                                                               |                                                                                               |                                                                                               |                                                                                               |
| 17    | Dernière actualisation : — |                                                                                               |                                                                                               |                                                                                               |                                                                                               |                                                                                               |                                                                                               |                                                                                               |                                                                                               |
| 18    | Le Relecq-Kerhuon — Danton ⥋ Brest — Laforgue | Le Relecq-Kerhuon — Danton ⥋ Brest — Laforgue                                                 | Le Relecq-Kerhuon — Danton ⥋ Brest — Laforgue                                                 | Le Relecq-Kerhuon — Danton ⥋ Brest — Laforgue                                                 | Le Relecq-Kerhuon — Danton ⥋ Brest — Laforgue                                                 | Le Relecq-Kerhuon — Danton ⥋ Brest — Laforgue                                                 | Le Relecq-Kerhuon — Danton ⥋ Brest — Laforgue                                                 | Le Relecq-Kerhuon — Danton ⥋ Brest — Laforgue                                                 | Le Relecq-Kerhuon — Danton ⥋ Brest — Laforgue                                                 |
| 18    | Ouverture / Fermeture 4 janvier 2021 / — | Longueur —                                                                                    | Durée 15 min                                                                                  | Nb. d’arrêts 18                                                                               | Matériel —                                                                                    | Jours de fonctionnement L, Ma, Me, J, V                                                       | Jour / Soir / Nuit / Fêtes O / N / N / N                                                      | Voy. / an —                                                                                   | Exploitant —                                                                                  |
| 18    | Desserte : - Villes et lieux desservis : Le Relecq-Kerhuon, Gouesnou et Brest - Gare et station desservie : Aucune. |                                                                                               |                                                                                               |                                                                                               |                                                                                               |                                                                                               |                                                                                               |                                                                                               |                                                                                               |
| 18    | Autre : - Arrêts non accessibles aux PMR : N.C. - Amplitudes horaires : La ligne fonctionne du lundi au vendredi de 7 h 10 à 18 h 55 environ. - Histoire : Le 29 août 2022, la ligne est amputée de sa section entre Le Relecq-Kerhuon et Guipavas, reprise par la ligne sur réservation 97, son nouveau terminus s'effectue à l'arrêt Laforgue à Brest, avec des horaires optimisés pour les correspondances avec les lignes 3 et 17 à Palaren ; la ligne ne fonctionne plus le weekend. - Date de dernière mise à jour : 28 août 2022. |                                                                                               |                                                                                               |                                                                                               |                                                                                               |                                                                                               |                                                                                               |                                                                                               |                                                                                               |
| 18    | Dernière actualisation : — |                                                                                               |                                                                                               |                                                                                               |                                                                                               |                                                                                               |                                                                                               |                                                                                               |                                                                                               |
| 19    | Plougastel — Ty ar Menez (Le Cosquer Saint-Jean à certains services) ⥋ Brest — Liberté Branda | Plougastel — Ty ar Menez (Le Cosquer Saint-Jean à certains services) ⥋ Brest — Liberté Branda | Plougastel — Ty ar Menez (Le Cosquer Saint-Jean à certains services) ⥋ Brest — Liberté Branda | Plougastel — Ty ar Menez (Le Cosquer Saint-Jean à certains services) ⥋ Brest — Liberté Branda | Plougastel — Ty ar Menez (Le Cosquer Saint-Jean à certains services) ⥋ Brest — Liberté Branda | Plougastel — Ty ar Menez (Le Cosquer Saint-Jean à certains services) ⥋ Brest — Liberté Branda | Plougastel — Ty ar Menez (Le Cosquer Saint-Jean à certains services) ⥋ Brest — Liberté Branda | Plougastel — Ty ar Menez (Le Cosquer Saint-Jean à certains services) ⥋ Brest — Liberté Branda | Plougastel — Ty ar Menez (Le Cosquer Saint-Jean à certains services) ⥋ Brest — Liberté Branda |
| 19    | Ouverture / Fermeture 4 janvier 2021 / — | Longueur —                                                                                    | Durée —                                                                                       | Nb. d’arrêts 43 (45)                                                                          | Matériel MAN Lion's City NG                                                                   | Jours de fonctionnement L, Ma, Me, J, V, S, D                                                 | Jour / Soir / Nuit / Fêtes O / O / N / O                                                      | Voy. / an —                                                                                   | Exploitant —                                                                                  |
| 19    | Desserte : - Villes et lieux desservis : Plougastel-Daoulas et Brest - Gares et stations desservies : Strasbourg (A), Liberté (A) et Jean Jaurès à distance à l'arrêt Dupleix (A). |                                                                                               |                                                                                               |                                                                                               |                                                                                               |                                                                                               |                                                                                               |                                                                                               |                                                                                               |
| 19    | Autre : - Arrêts non accessibles aux PMR : N.C. - Amplitudes horaires : La ligne fonctionne du lundi au samedi de 5 h 50 à 1 h et les dimanches et fêtes à partir de 8 h 30 environ. - Particularités : - La ligne dessert le Cosquer en semaine à raison d'un aller-retour par jour pour la desserte des serristes ; - Les deux derniers allers-retours sont effectués en transport à la demande, sauf les jeudis, vendredis et samedis soir. - Date de dernière mise à jour : 19 mai 2023. |                                                                                               |                                                                                               |                                                                                               |                                                                                               |                                                                                               |                                                                                               |                                                                                               |                                                                                               |
| 19    | Dernière actualisation : — |                                                                                               |                                                                                               |                                                                                               |                                                                                               |                                                                                               |                                                                                               |                                                                                               |                                                                                               |

### Lignes spécifiques
| Ligne | Caractéristiques | Caractéristiques                                                     | Caractéristiques                                                     | Caractéristiques                                                     | Caractéristiques                                                     | Caractéristiques                                                     | Caractéristiques                                                     | Caractéristiques                                                     | Caractéristiques                                                     |
| 20    | Navette aéroport | Navette aéroport                                                     | Navette aéroport                                                     | Navette aéroport                                                     | Navette aéroport                                                     | Navette aéroport                                                     | Navette aéroport                                                     | Navette aéroport                                                     | Navette aéroport                                                     |
| 20    | Gouesnou — Porte de Gouesnou ⥋ Gouesnou — Aéroport de Brest-Bretagne | Gouesnou — Porte de Gouesnou ⥋ Gouesnou — Aéroport de Brest-Bretagne | Gouesnou — Porte de Gouesnou ⥋ Gouesnou — Aéroport de Brest-Bretagne | Gouesnou — Porte de Gouesnou ⥋ Gouesnou — Aéroport de Brest-Bretagne | Gouesnou — Porte de Gouesnou ⥋ Gouesnou — Aéroport de Brest-Bretagne | Gouesnou — Porte de Gouesnou ⥋ Gouesnou — Aéroport de Brest-Bretagne | Gouesnou — Porte de Gouesnou ⥋ Gouesnou — Aéroport de Brest-Bretagne | Gouesnou — Porte de Gouesnou ⥋ Gouesnou — Aéroport de Brest-Bretagne | Gouesnou — Porte de Gouesnou ⥋ Gouesnou — Aéroport de Brest-Bretagne |
| ----- | --- | -------------------------------------------------------------------- | -------------------------------------------------------------------- | -------------------------------------------------------------------- | -------------------------------------------------------------------- | -------------------------------------------------------------------- | -------------------------------------------------------------------- | -------------------------------------------------------------------- | -------------------------------------------------------------------- |
| 20    | Ouverture / Fermeture 4 janvier 2021 / — | Longueur —                                                           | Durée 10 min                                                         | Nb. d’arrêts 4                                                       | Matériel —                                                           | Jours de fonctionnement L, Ma, Me, J, V, S, D                        | Jour / Soir / Nuit / Fêtes O / O / N / O                             | Voy. / an —                                                          | Exploitant —                                                         |
| 20    | Desserte : - Villes et lieux desservis : Gouesnou - Gares et stations desservies : Porte de Gouesnou (A). |                                                                      |                                                                      |                                                                      |                                                                      |                                                                      |                                                                      |                                                                      |                                                                      |
| 20    | Autre : - Arrêts non accessibles aux PMR : N.C. - Amplitudes horaires : La ligne fonctionne du lundi au vendredi de 5 h 25 à 0 h et les samedis, dimanches et fêtes de 4 h 50 à 0 h 5 environ. - Particularité : Les samedis, dimanches et fêtes, des départs sont assurés en début de service depuis la gare de Brest. - Histoire : La ligne 20 remplace la ligne 40 du réseau 2012 qui avait un trajet différent puisque la ligne partait de la station Porte de Guipavas. - Date de dernière mise à jour : 27 mars 2021. |                                                                      |                                                                      |                                                                      |                                                                      |                                                                      |                                                                      |                                                                      |                                                                      |
| 20    | Dernière actualisation : — |                                                                      |                                                                      |                                                                      |                                                                      |                                                                      |                                                                      |                                                                      |                                                                      |
| 21    | Desserte de l'arsenal de Brest | Desserte de l'arsenal de Brest                                       | Desserte de l'arsenal de Brest                                       | Desserte de l'arsenal de Brest                                       | Desserte de l'arsenal de Brest                                       | Desserte de l'arsenal de Brest                                       | Desserte de l'arsenal de Brest                                       | Desserte de l'arsenal de Brest                                       | Desserte de l'arsenal de Brest                                       |
| 21    | Plouzané — Mairie (Brest — Fort Montbarey selon les services) ⥋ Brest — Bordenave |                                                                      |                                                                      |                                                                      |                                                                      |                                                                      |                                                                      |                                                                      |                                                                      |
| 21    | Ouverture / Fermeture 23 juin 2012 / — | Longueur —                                                           | Durée 45 (30) min                                                    | Nb. d’arrêts 39 (26)                                                 | Matériel —                                                           | Jours de fonctionnement L, Ma, Me, J, V                              | Jour / Soir / Nuit / Fêtes O / N / N / N                             | Voy. / an —                                                          | Exploitant —                                                         |
| 21    | Desserte : - Villes et lieux desservis : Plouzané et Brest - Gares et stations desservies : Porte de Plouzané (A) et Fort Montbarey (A). |                                                                      |                                                                      |                                                                      |                                                                      |                                                                      |                                                                      |                                                                      |                                                                      |
| 21    | Autre : - Arrêts non accessibles aux PMR : N.C. - Amplitudes horaires : La ligne fonctionne du lundi au vendredi à raison de six allers-retours par jour, aux heures de pointe. - Particularités : - Certains services ne fonctionnent qu'entre Fort Montbarey et l'Arsenal ; - La ligne est accessible à tous les voyageurs, sauf pour les arrêts situés à l'intérieur de l'enceinte militaire. - Histoire : Jusqu'au 4 janvier 2021, la ligne portait l'indice 41. - Date de dernière mise à jour : 27 mars 2021. |                                                                      |                                                                      |                                                                      |                                                                      |                                                                      |                                                                      |                                                                      |                                                                      |
| 21    | Dernière actualisation : — |                                                                      |                                                                      |                                                                      |                                                                      |                                                                      |                                                                      |                                                                      |                                                                      |
| 22    | Desserte de l'arsenal de Brest | Desserte de l'arsenal de Brest                                       | Desserte de l'arsenal de Brest                                       | Desserte de l'arsenal de Brest                                       | Desserte de l'arsenal de Brest                                       | Desserte de l'arsenal de Brest                                       | Desserte de l'arsenal de Brest                                       | Desserte de l'arsenal de Brest                                       | Desserte de l'arsenal de Brest                                       |
| 22    | Guilers — Roberval ⥋ Brest — 4 Pompes |                                                                      |                                                                      |                                                                      |                                                                      |                                                                      |                                                                      |                                                                      |                                                                      |
| 22    | Ouverture / Fermeture 26 mars 2018 / — | Longueur —                                                           | Durée —                                                              | Nb. d’arrêts 38                                                      | Matériel —                                                           | Jours de fonctionnement L, Ma, Me, J, V                              | Jour / Soir / Nuit / Fêtes O / N / N / N                             | Voy. / an —                                                          | Exploitant —                                                         |
| 22    | Desserte : - Villes et lieux desservis : Guilers et Brest - Gares et stations desservies : Aucune. |                                                                      |                                                                      |                                                                      |                                                                      |                                                                      |                                                                      |                                                                      |                                                                      |
| 22    | Autre : - Arrêts non accessibles aux PMR : N.C. - Amplitudes horaires : La ligne fonctionne du lundi au vendredi à raison de deux à trois allers-retours par jour, aux heures de pointe. - Particularités : La ligne est accessible à tous les voyageurs, sauf pour les arrêts situés à l'intérieur de l'enceinte militaire. - Histoire : Jusqu'au 4 janvier 2021, la ligne portait l'indice 44. - Date de dernière mise à jour : 19 mai 2023. |                                                                      |                                                                      |                                                                      |                                                                      |                                                                      |                                                                      |                                                                      |                                                                      |
| 22    | Dernière actualisation : — |                                                                      |                                                                      |                                                                      |                                                                      |                                                                      |                                                                      |                                                                      |                                                                      |
| 23    | Desserte de l'arsenal de Brest | Desserte de l'arsenal de Brest                                       | Desserte de l'arsenal de Brest                                       | Desserte de l'arsenal de Brest                                       | Desserte de l'arsenal de Brest                                       | Desserte de l'arsenal de Brest                                       | Desserte de l'arsenal de Brest                                       | Desserte de l'arsenal de Brest                                       | Desserte de l'arsenal de Brest                                       |
| 23    | Gouesnou — Porte de Gouesnou ⥋ Brest — 4 Pompes |                                                                      |                                                                      |                                                                      |                                                                      |                                                                      |                                                                      |                                                                      |                                                                      |
| 23    | Ouverture / Fermeture 2018 / — | Longueur —                                                           | Durée 40 min                                                         | Nb. d’arrêts 34                                                      | Matériel —                                                           | Jours de fonctionnement L, Ma, Me, J, V                              | Jour / Soir / Nuit / Fêtes O / N / N / N                             | Voy. / an —                                                          | Exploitant —                                                         |
| 23    | Desserte : - Villes et lieux desservis : Gouesnou et Brest - Gares et stations desservies : Porte de Gouesnou (A). |                                                                      |                                                                      |                                                                      |                                                                      |                                                                      |                                                                      |                                                                      |                                                                      |
| 23    | Autre : - Arrêts non accessibles aux PMR : N.C. - Amplitudes horaires : La ligne fonctionne du lundi au vendredi à raison d'un aller-retour par jour, aux heures de pointe. - Particularités : La ligne est accessible à tous les voyageurs, sauf pour les arrêts situés à l'intérieur de l'enceinte militaire. - Histoire : Jusqu'au 4 janvier 2021, la ligne portait l'indice 45. Le 29 août 2022, la ligne est complètement réorganisée pour relier la porte de Gouesnou à l'Arsenal via Lambézellec, la desserte de la rive gauche de la Penfeld au sein de la zone militaire est abandonnée. - Date de dernière mise à jour : 28 août 2022. |                                                                      |                                                                      |                                                                      |                                                                      |                                                                      |                                                                      |                                                                      |                                                                      |
| 23    | Dernière actualisation : — |                                                                      |                                                                      |                                                                      |                                                                      |                                                                      |                                                                      |                                                                      |                                                                      |
| 25    | Desserte des zones d'activités | Desserte des zones d'activités                                       | Desserte des zones d'activités                                       | Desserte des zones d'activités                                       | Desserte des zones d'activités                                       | Desserte des zones d'activités                                       | Desserte des zones d'activités                                       | Desserte des zones d'activités                                       | Desserte des zones d'activités                                       |
| 25    | (Circulaire) Gouesnou — Porte de Gouesnou ⥋ via la Zone d'activités de Kergaradec |                                                                      |                                                                      |                                                                      |                                                                      |                                                                      |                                                                      |                                                                      |                                                                      |
| 25    | Ouverture / Fermeture 4 janvier 2021 / — | Longueur —                                                           | Durée 25 min                                                         | Nb. d’arrêts 22                                                      | Matériel —                                                           | Jours de fonctionnement L, Ma, Me, J, V                              | Jour / Soir / Nuit / Fêtes O / N / N / N                             | Voy. / an —                                                          | Exploitant —                                                         |
| 25    | Desserte : - Villes et lieux desservis : Gouesnou et Le Relecq-Kerhuon - Gares et stations desservies : Porte de Gouesnou (A), Kerlaurent (A) et Eau Blanche (A). |                                                                      |                                                                      |                                                                      |                                                                      |                                                                      |                                                                      |                                                                      |                                                                      |
| 25    | Autre : - Arrêts non accessibles aux PMR : N.C. - Amplitudes horaires : La ligne fonctionne du lundi au vendredi à raison de huit allers-retours par jour, aux heures de pointe. - Histoire : Le 29 août 2022, la ligne est complètement réorganisée pour se recentrer sur la zone d'activités de Kergaradec, la liaison avec Le Relecq-Kerhuon est reprise par la nouvelle ligne sur réservation 97 et celle avec Plougastel disparaît. - Date de dernière mise à jour : 28 août 2022. |                                                                      |                                                                      |                                                                      |                                                                      |                                                                      |                                                                      |                                                                      |                                                                      |
| 25    | Dernière actualisation : — |                                                                      |                                                                      |                                                                      |                                                                      |                                                                      |                                                                      |                                                                      |                                                                      |
| 26    | Plougastel — Calvaire ⥋ Brest — Liberté Branda | Plougastel — Calvaire ⥋ Brest — Liberté Branda                       | Plougastel — Calvaire ⥋ Brest — Liberté Branda                       | Plougastel — Calvaire ⥋ Brest — Liberté Branda                       | Plougastel — Calvaire ⥋ Brest — Liberté Branda                       | Plougastel — Calvaire ⥋ Brest — Liberté Branda                       | Plougastel — Calvaire ⥋ Brest — Liberté Branda                       | Plougastel — Calvaire ⥋ Brest — Liberté Branda                       | Plougastel — Calvaire ⥋ Brest — Liberté Branda                       |
| 26    | Ouverture / Fermeture 29 août 2022 / — | Longueur —                                                           | Durée —                                                              | Nb. d’arrêts 12                                                      | Matériel —                                                           | Jours de fonctionnement L, Ma, Me, J, V                              | Jour / Soir / Nuit / Fêtes O / N / N / N                             | Voy. / an —                                                          | Exploitant —                                                         |
| 26    | Desserte : - Villes et lieux desservis : Plougastel-Daoulas et Brest - Gares et stations desservies : Gare de Brest et Liberté (A). |                                                                      |                                                                      |                                                                      |                                                                      |                                                                      |                                                                      |                                                                      |                                                                      |
| 26    | Autre : - Arrêts non accessibles aux PMR : N.C. - Amplitudes horaires : La ligne fonctionne du lundi au vendredi à raison de deux allers-retours par jour, aux heures de pointe. - Particularités : Ligne express ne marquant aucun arrêt entre Roc'h Kerezen à Plougastel et Port de Commerce à Brest. - Histoire : Le 29 août 2022, la ligne est mise en service pour renforcer l'offre de la ligne 19 et reprendre l'ancien itinéraire, hors zone militaire, de la ligne 23. - Date de dernière mise à jour : 19 mai 2023. |                                                                      |                                                                      |                                                                      |                                                                      |                                                                      |                                                                      |                                                                      |                                                                      |
| 26    | Dernière actualisation : — |                                                                      |                                                                      |                                                                      |                                                                      |                                                                      |                                                                      |                                                                      |                                                                      |
| 27    | Desserte saisonnière des serres de Plougastel | Desserte saisonnière des serres de Plougastel                        | Desserte saisonnière des serres de Plougastel                        | Desserte saisonnière des serres de Plougastel                        | Desserte saisonnière des serres de Plougastel                        | Desserte saisonnière des serres de Plougastel                        | Desserte saisonnière des serres de Plougastel                        | Desserte saisonnière des serres de Plougastel                        | Desserte saisonnière des serres de Plougastel                        |
| 27    | Plougastel — Ty-Armor ⥋ Plougastel — Calvaire |                                                                      |                                                                      |                                                                      |                                                                      |                                                                      |                                                                      |                                                                      |                                                                      |
| 27    | Ouverture / Fermeture 4 janvier 2021 / — | Longueur —                                                           | Durée 22 min                                                         | Nb. d’arrêts 8                                                       | Matériel —                                                           | Jours de fonctionnement L, Ma, Me, J, V                              | Jour / Soir / Nuit / Fêtes O / N / N / N                             | Voy. / an —                                                          | Exploitant —                                                         |
| 27    | Desserte : - Villes et lieux desservis : Plougastel-Daoulas - Gares et stations desservies : Aucune. |                                                                      |                                                                      |                                                                      |                                                                      |                                                                      |                                                                      |                                                                      |                                                                      |
| 27    | Autre : - Arrêts non accessibles aux PMR : N.C. - Amplitudes horaires : La ligne fonctionne de mi-février à fin octobre, pour la desserte des serres de la commune, à raison d'un aller-retour par jour, aux heures de pointe. - Particularités : Les horaires sont alignés sur ceux de la ligne 19 afin de garantir la correspondance pour Brest. - Histoire : La ligne succède en partie à la ligne 46 mise en place durant le confinement de mars 2020 et pérennise la desserte des serristes de Plougastel. - Date de dernière mise à jour : 16 mai 2021.                                                                                    |                                                                      |                                                                      |                                                                      |                                                                      |                                                                      |                                                                      |                                                                      |                                                                      |
| 27    | Dernière actualisation : — |                                                                      |                                                                      |                                                                      |                                                                      |                                                                      |                                                                      |                                                                      |                                                                      |
| 29    | La ligne bleue | La ligne bleue                                                       | La ligne bleue                                                       | La ligne bleue                                                       | La ligne bleue                                                       | La ligne bleue                                                       | La ligne bleue                                                       | La ligne bleue                                                       | La ligne bleue                                                       |
| 29    | Brest — Liberté ⥋ Brest — Palaren |                                                                      |                                                                      |                                                                      |                                                                      |                                                                      |                                                                      |                                                                      |                                                                      |
| 29    | Ouverture / Fermeture 4 juillet 2020 / — | Longueur —                                                           | Durée 23 min                                                         | Nb. d’arrêts 14                                                      | Matériel Bus à impériale                                             | Jours de fonctionnement L, Ma, Me, J, V, S, D                        | Jour / Soir / Nuit / Fêtes O / O / N / O                             | Voy. / an —                                                          | Exploitant —                                                         |
| 29    | Desserte : - Villes et lieux desservis : Brest - Gares et stations desservies : Liberté (A) et Jean Moulin (C). |                                                                      |                                                                      |                                                                      |                                                                      |                                                                      |                                                                      |                                                                      |                                                                      |
| 29    | Autre : - Arrêts non accessibles aux PMR : N.C. - Amplitudes horaires : La ligne fonctionne tous les jours en période estivale, soit de fin juin à fin août, de 10 h à 21 h environ. - Histoire : Créée en juillet 2020, la « ligne bleue » change d'indice interne, passant du 19 au 29 avec le réseau 2021. - Date de dernière mise à jour : 14 août 2022. |                                                                      |                                                                      |                                                                      |                                                                      |                                                                      |                                                                      |                                                                      |                                                                      |
| 29    | Dernière actualisation : — |                                                                      |                                                                      |                                                                      |                                                                      |                                                                      |                                                                      |                                                                      |                                                                      |

### Lignes étudiants
| Ligne | Caractéristiques | Caractéristiques                    | Caractéristiques                    | Caractéristiques                    | Caractéristiques                    | Caractéristiques                    | Caractéristiques                         | Caractéristiques                    | Caractéristiques                    |
| 30    | Noctybus | Noctybus                            | Noctybus                            | Noctybus                            | Noctybus                            | Noctybus                            | Noctybus                                 | Noctybus                            | Noctybus                            |
| 30    | Brest — Les Îles ⥋ Brest — Gascogne | Brest — Les Îles ⥋ Brest — Gascogne | Brest — Les Îles ⥋ Brest — Gascogne | Brest — Les Îles ⥋ Brest — Gascogne | Brest — Les Îles ⥋ Brest — Gascogne | Brest — Les Îles ⥋ Brest — Gascogne | Brest — Les Îles ⥋ Brest — Gascogne      | Brest — Les Îles ⥋ Brest — Gascogne | Brest — Les Îles ⥋ Brest — Gascogne |
| ----- | --- | ----------------------------------- | ----------------------------------- | ----------------------------------- | ----------------------------------- | ----------------------------------- | ---------------------------------------- | ----------------------------------- | ----------------------------------- |
| 30    | Ouverture / Fermeture 24 août 2020 / — | Longueur —                          | Durée 40 min                        | Nb. d’arrêts 33                     | Matériel —                          | Jours de fonctionnement V, S, D     | Jour / Soir / Nuit / Fêtes N / N / O / O | Voy. / an —                         | Exploitant —                        |
| 30    | Desserte : - Villes et lieux desservis : Brest - Gares et stations desservies : Château (A) à l'arrêt Français Libres, Jean Moulin (C), Liberté (A), Jean Jaurès (A), Saint-Martin (A), Octroi (A), Pilier Rouge (A) et Place de Strasbourg (A). |                                     |                                     |                                     |                                     |                                     |                                          |                                     |                                     |
| 30    | Autre : - Arrêts non accessibles aux PMR : N.C. - Amplitudes horaires : - La ligne fonctionne les vendredis, samedis et dimanches matin en période universitaire à raison de deux départs en direction des Îles à 0 h 30 et 2 h et quatre dans l'autre sens à 23 h 45, 1 h 15, 4 h 45 et 5 h 45 plus un départ à 4 h 45 dans la nuit de samedi à dimanche. - Histoire : La ligne porte en interne le numéro 30, qui a par ailleurs été utilisé avant le choix de son nom commercial à la suite d'un vote par internet. Elle est l'une de seules lignes du réseau précédent à être conservée telle quelle. - Date de dernière mise à jour : 11 septembre 2023. |                                     |                                     |                                     |                                     |                                     |                                          |                                     |                                     |
| 30    | Dernière actualisation : — |                                     |                                     |                                     |                                     |                                     |                                          |                                     |                                     |

### Lignes scolaires
Les 30 lignes scolaires sont des lignes qui circulent sauf exception du lundi au vendredi hors vacances scolaires (situation pour l'année scolaire 2022-2023).
| Ligne | Trajet                                                                                                 | Transporteur |
| ----- | --- | ------------ |
| 31    | Gare → CIN / Technopole (dimanches et veille de reprise des cours)                                     | NC           |
| 39    | Brest — Cité U de Kergoat → Le Relecq-Kerhuon — CIEL Bretagne (le matin, de mi-juin à début septembre) | NC           |
| 40    | Porte de Gouesnou ↔ Mirabeau (Croix-Rouge)                                                             | NC           |
| 41    | Kerfeunteun ↔ Fontaine Margot                                                                          | NC           |
| 42    | Warspite ↔ Le Bot Haut                                                                                 | NC           |
| 43    | Thibaudet ↔ Amiral Ronac'h                                                                             | NC           |
| 44    | Thibaudet ↔ Kerichen Lesven                                                                            | NC           |
| 45    | Liberté ↔ Pen-ar-C'hleuz                                                                               | NC           |
| 46    | Gascogne ↔ Kerichen Lesven                                                                             | NC           |

| Ligne | Trajet                                         | Transporteur |
| ----- | ---------------------------------------------- | ------------ |
| 50    | Plouzané — Bourg ↔ Brest — Lanroze             | NC           |
| 51    | Plouzané — Malmanche ↔ Brest — Lanroze         | NC           |
| 52    | Plouzané — Malmanche ↔ Brest — Amiral Ronarc'h | NC           |

| Ligne | Trajet                                               | Transporteur |
| ----- | ---------------------------------------------------- | ------------ |
| 55    | Guilers — Roberval ↔ Brest — Le Bot Haut             | NC           |
| 56    | Guilers — Roberval ↔ Brest — Landais - Dupuy de Lôme | NC           |

| Ligne | Trajet                                                     | Transporteur |
| ----- | ---------------------------------------------------------- | ------------ |
| 60    | Bohars — Lannoc ↔ Brest — Kerichen Lycée / Brest — Liberté | NC           |
| 61    | Bohars — Lannoc ↔ Guilers — Kermengleuz                    | NC           |

| Ligne | Trajet                                                                 | Transporteur |
| ----- | ---------------------------------------------------------------------- | ------------ |
| 65    | Gouesnou — Peupliers ↔ Brest — Kerichen Lesven (par Porte de Gouesnou) | NC           |
| 66    | Gouesnou — Lantel ↔ Brest — Kerichen Lesven (par Vallée Verte)         | NC           |
| 67    | Gouesnou — Bruyère ↔ Guipavas — Saint-Charles                          | NC           |
| 68    | Gouesnou — Peupliers ↔ Guipavas — Saint-Charles                        | NC           |
| 69    | Gouesnou — Lantel ↔ Guipavas — Saint-Charles                           | NC           |

| Ligne | Trajet                                                       | Transporteur |
| ----- | ------------------------------------------------------------ | ------------ |
| 70    | Guipavas — Anne de Bretagne ↔ Brest — Lanroze                | NC           |
| 71    | Guipavas — Anne de Bretagne ↔ Brest — Mirabeau               | NC           |
| 72    | (circulaire) Guipavas — Saint-Herbot → Guipavas — Poulguinan | NC           |

| Ligne | Trajet | Transporteur |
| ----- | --- | ------------ |
| 75    | Guipavas — Le Douvez ↔ Le Relecq-Kerhuon — Collège C. Vallaux (↔ Le Relecq-Kerhuon — Diwan, lundi et jeudi) | NC           |
| 76    | Le Relecq-Kerhuon — Baradozic ↔ Brest — Lanroze                                                             | NC           |
| 77    | Le Relecq-Kerhuon — Baradozic ↔ Brest — Foch                                                                | NC           |
| 78    | Le Relecq-Kerhuon — Diwan ↔ Brest — Multiplexe                                                              | NC           |

| Ligne | Trajet                                         | Transporteur |
| ----- | ---------------------------------------------- | ------------ |
| 80    | Plougastel — Père Gwenaël ↔ Brest — Strasbourg | NC           |
| 81    | Plougastel — Kervenal ↔ Brest — Mirabeau       | NC           |

### Lignes de transport à la demande
| Ligne | Caractéristiques | Caractéristiques                                             | Caractéristiques                                             | Caractéristiques                                             | Caractéristiques                                             | Caractéristiques                                             | Caractéristiques                                             | Caractéristiques                                             | Caractéristiques                                             |
| 90    | Brest — Liberté Branda ⥋ Brest — Chevillotte | Brest — Liberté Branda ⥋ Brest — Chevillotte                 | Brest — Liberté Branda ⥋ Brest — Chevillotte                 | Brest — Liberté Branda ⥋ Brest — Chevillotte                 | Brest — Liberté Branda ⥋ Brest — Chevillotte                 | Brest — Liberté Branda ⥋ Brest — Chevillotte                 | Brest — Liberté Branda ⥋ Brest — Chevillotte                 | Brest — Liberté Branda ⥋ Brest — Chevillotte                 | Brest — Liberté Branda ⥋ Brest — Chevillotte                 |
| ----- | --- | ------------------------------------------------------------ | ------------------------------------------------------------ | ------------------------------------------------------------ | ------------------------------------------------------------ | ------------------------------------------------------------ | ------------------------------------------------------------ | ------------------------------------------------------------ | ------------------------------------------------------------ |
| 90    | Ouverture / Fermeture 23 juin 2012 / — | Longueur —                                                   | Durée —                                                      | Nb. d’arrêts 17                                              | Matériel —                                                   | Jours de fonctionnement L, Ma, Me, J, V, S                   | Jour / Soir / Nuit / Fêtes O / N / N / N                     | Voy. / an —                                                  | Exploitant —                                                 |
| 90    | Desserte : - Villes et lieux desservis : Brest - Gares et stations desservies : Liberté (A) et gare de Brest. |                                                              |                                                              |                                                              |                                                              |                                                              |                                                              |                                                              |                                                              |
| 90    | Autre : - Arrêts non accessibles aux PMR : N.C. - Amplitudes horaires : La ligne fonctionne du lundi au samedi de 6 h 40 à 18 h 30 environ. - Histoire : Jusqu'au 4 janvier 2021, la ligne portait l'indice 22. - Date de dernière mise à jour : 19 mai 2023. |                                                              |                                                              |                                                              |                                                              |                                                              |                                                              |                                                              |                                                              |
| 90    | Dernière actualisation : — |                                                              |                                                              |                                                              |                                                              |                                                              |                                                              |                                                              |                                                              |
| 91    | Brest — Vali Hir ⥋ Brest — Centre funéraire | Brest — Vali Hir ⥋ Brest — Centre funéraire                  | Brest — Vali Hir ⥋ Brest — Centre funéraire                  | Brest — Vali Hir ⥋ Brest — Centre funéraire                  | Brest — Vali Hir ⥋ Brest — Centre funéraire                  | Brest — Vali Hir ⥋ Brest — Centre funéraire                  | Brest — Vali Hir ⥋ Brest — Centre funéraire                  | Brest — Vali Hir ⥋ Brest — Centre funéraire                  | Brest — Vali Hir ⥋ Brest — Centre funéraire                  |
| 91    | Ouverture / Fermeture 23 juin 2012 / — | Longueur —                                                   | Durée 6 min                                                  | Nb. d’arrêts 2                                               | Matériel —                                                   | Jours de fonctionnement L, Ma, Me, J, V, S                   | Jour / Soir / Nuit / Fêtes O / N / N / N                     | Voy. / an —                                                  | Exploitant —                                                 |
| 91    | Desserte : - Villes et lieux desservis : Brest - Gares et stations desservies : Vali Hir (A). |                                                              |                                                              |                                                              |                                                              |                                                              |                                                              |                                                              |                                                              |
| 91    | Autre : - Arrêts non accessibles aux PMR : N.C. - Amplitudes horaires : La ligne fonctionne du lundi au samedi à raison de quatre allers-retours par jour. - Histoire : Jusqu'au 4 janvier 2021, la ligne portait l'indice 20. - Date de dernière mise à jour : 27 mars 2021. |                                                              |                                                              |                                                              |                                                              |                                                              |                                                              |                                                              |                                                              |
| 91    | Dernière actualisation : — |                                                              |                                                              |                                                              |                                                              |                                                              |                                                              |                                                              |                                                              |
| 92    | Brest — Hôpital Cavale 2 ⥋ Brest — Centre funéraire | Brest — Hôpital Cavale 2 ⥋ Brest — Centre funéraire          | Brest — Hôpital Cavale 2 ⥋ Brest — Centre funéraire          | Brest — Hôpital Cavale 2 ⥋ Brest — Centre funéraire          | Brest — Hôpital Cavale 2 ⥋ Brest — Centre funéraire          | Brest — Hôpital Cavale 2 ⥋ Brest — Centre funéraire          | Brest — Hôpital Cavale 2 ⥋ Brest — Centre funéraire          | Brest — Hôpital Cavale 2 ⥋ Brest — Centre funéraire          | Brest — Hôpital Cavale 2 ⥋ Brest — Centre funéraire          |
| 92    | Ouverture / Fermeture 23 juin 2012 / — | Longueur —                                                   | Durée 6 min                                                  | Nb. d’arrêts 3                                               | Matériel —                                                   | Jours de fonctionnement L, Ma, Me, J, V, S                   | Jour / Soir / Nuit / Fêtes O / N / N / N                     | Voy. / an —                                                  | Exploitant —                                                 |
| 92    | Desserte : - Villes et lieux desservis : Brest - Gares et stations desservies : Aucune. |                                                              |                                                              |                                                              |                                                              |                                                              |                                                              |                                                              |                                                              |
| 92    | Autre : - Arrêts non accessibles aux PMR : N.C. - Amplitudes horaires : La ligne fonctionne du lundi au samedi à raison de quatre allers-retours par jour. - Histoire : Jusqu'au 4 janvier 2021, la ligne portait l'indice 21. - Date de dernière mise à jour : 27 mars 2021. |                                                              |                                                              |                                                              |                                                              |                                                              |                                                              |                                                              |                                                              |
| 92    | Dernière actualisation : — |                                                              |                                                              |                                                              |                                                              |                                                              |                                                              |                                                              |                                                              |
| 93    | Brest — Roch Glas ⥋ Brest — Place des FFI | Brest — Roch Glas ⥋ Brest — Place des FFI                    | Brest — Roch Glas ⥋ Brest — Place des FFI                    | Brest — Roch Glas ⥋ Brest — Place des FFI                    | Brest — Roch Glas ⥋ Brest — Place des FFI                    | Brest — Roch Glas ⥋ Brest — Place des FFI                    | Brest — Roch Glas ⥋ Brest — Place des FFI                    | Brest — Roch Glas ⥋ Brest — Place des FFI                    | Brest — Roch Glas ⥋ Brest — Place des FFI                    |
| 93    | Ouverture / Fermeture Septembre 2013 / — | Longueur —                                                   | Durée 18 min                                                 | Nb. d’arrêts 12                                              | Matériel —                                                   | Jours de fonctionnement L, Ma, Me, J, V, S                   | Jour / Soir / Nuit / Fêtes O / N / N / N                     | Voy. / an —                                                  | Exploitant —                                                 |
| 93    | Desserte : - Villes et lieux desservis : Brest - Gares et stations desservies : Aucune. |                                                              |                                                              |                                                              |                                                              |                                                              |                                                              |                                                              |                                                              |
| 93    | Autre : - Arrêts non accessibles aux PMR : N.C. - Amplitudes horaires : La ligne fonctionne du lundi au samedi à raison de cinq allers-retours par jour. - Histoire : Jusqu'au 4 janvier 2021, la ligne portait l'indice 27. - Date de dernière mise à jour : 27 mars 2021. |                                                              |                                                              |                                                              |                                                              |                                                              |                                                              |                                                              |                                                              |
| 93    | Dernière actualisation : — |                                                              |                                                              |                                                              |                                                              |                                                              |                                                              |                                                              |                                                              |
| 94    | Gouesnou — Place des Fusillés ⥋ Gouesnou — Porte de Gouesnou | Gouesnou — Place des Fusillés ⥋ Gouesnou — Porte de Gouesnou | Gouesnou — Place des Fusillés ⥋ Gouesnou — Porte de Gouesnou | Gouesnou — Place des Fusillés ⥋ Gouesnou — Porte de Gouesnou | Gouesnou — Place des Fusillés ⥋ Gouesnou — Porte de Gouesnou | Gouesnou — Place des Fusillés ⥋ Gouesnou — Porte de Gouesnou | Gouesnou — Place des Fusillés ⥋ Gouesnou — Porte de Gouesnou | Gouesnou — Place des Fusillés ⥋ Gouesnou — Porte de Gouesnou | Gouesnou — Place des Fusillés ⥋ Gouesnou — Porte de Gouesnou |
| 94    | Ouverture / Fermeture 23 juin 2012 / — | Longueur —                                                   | Durée 15 min                                                 | Nb. d’arrêts 11                                              | Matériel —                                                   | Jours de fonctionnement L, Ma, Me, J, V, S                   | Jour / Soir / Nuit / Fêtes O / N / N / N                     | Voy. / an —                                                  | Exploitant —                                                 |
| 94    | Desserte : - Villes et lieux desservis : Gouesnou - Gares et stations desservies : Porte de Gouesnou (A). |                                                              |                                                              |                                                              |                                                              |                                                              |                                                              |                                                              |                                                              |
| 94    | Autre : - Arrêts non accessibles aux PMR : N.C. - Amplitudes horaires : La ligne fonctionne du lundi au samedi à raison de cinq allers-retours par jour. - Histoire : Jusqu'au 4 janvier 2021, la ligne portait l'indice 26. - Date de dernière mise à jour : 27 mars 2021. |                                                              |                                                              |                                                              |                                                              |                                                              |                                                              |                                                              |                                                              |
| 94    | Dernière actualisation : — |                                                              |                                                              |                                                              |                                                              |                                                              |                                                              |                                                              |                                                              |
| 95    | Guipavas — Saint-Herbot ⥋ Guipavas — Pen-ar-Traon | Guipavas — Saint-Herbot ⥋ Guipavas — Pen-ar-Traon            | Guipavas — Saint-Herbot ⥋ Guipavas — Pen-ar-Traon            | Guipavas — Saint-Herbot ⥋ Guipavas — Pen-ar-Traon            | Guipavas — Saint-Herbot ⥋ Guipavas — Pen-ar-Traon            | Guipavas — Saint-Herbot ⥋ Guipavas — Pen-ar-Traon            | Guipavas — Saint-Herbot ⥋ Guipavas — Pen-ar-Traon            | Guipavas — Saint-Herbot ⥋ Guipavas — Pen-ar-Traon            | Guipavas — Saint-Herbot ⥋ Guipavas — Pen-ar-Traon            |
| 95    | Ouverture / Fermeture 23 juin 2012 / — | Longueur —                                                   | Durée 16 min                                                 | Nb. d’arrêts 10                                              | Matériel —                                                   | Jours de fonctionnement L, Ma, Me, J, V, S                   | Jour / Soir / Nuit / Fêtes O / N / N / N                     | Voy. / an —                                                  | Exploitant —                                                 |
| 95    | Desserte : - Villes et lieux desservis : Guipavas - Gares et stations desservies : Aucune. |                                                              |                                                              |                                                              |                                                              |                                                              |                                                              |                                                              |                                                              |
| 95    | Autre : - Arrêts non accessibles aux PMR : N.C. - Amplitudes horaires : La ligne fonctionne du lundi au samedi à raison de six allers-retours par jour (huit durant les vacances scolaires, en l'absence de service sur la ligne 71) et le samedi à raison de quatre allers-retours par jour. - Histoire : Jusqu'au 4 janvier 2021, la ligne portait l'indice 23. - Date de dernière mise à jour : 27 mars 2021. |                                                              |                                                              |                                                              |                                                              |                                                              |                                                              |                                                              |                                                              |
| 95    | Dernière actualisation : — |                                                              |                                                              |                                                              |                                                              |                                                              |                                                              |                                                              |                                                              |
| 96    | Guipavas — Pen-ar-Traon ⥋ Le Relecq-Kerhuon — Résistance | Guipavas — Pen-ar-Traon ⥋ Le Relecq-Kerhuon — Résistance     | Guipavas — Pen-ar-Traon ⥋ Le Relecq-Kerhuon — Résistance     | Guipavas — Pen-ar-Traon ⥋ Le Relecq-Kerhuon — Résistance     | Guipavas — Pen-ar-Traon ⥋ Le Relecq-Kerhuon — Résistance     | Guipavas — Pen-ar-Traon ⥋ Le Relecq-Kerhuon — Résistance     | Guipavas — Pen-ar-Traon ⥋ Le Relecq-Kerhuon — Résistance     | Guipavas — Pen-ar-Traon ⥋ Le Relecq-Kerhuon — Résistance     | Guipavas — Pen-ar-Traon ⥋ Le Relecq-Kerhuon — Résistance     |
| 96    | Ouverture / Fermeture 23 juin 2012 / — | Longueur —                                                   | Durée 10 min                                                 | Nb. d’arrêts 7                                               | Matériel —                                                   | Jours de fonctionnement L, Ma, Me, J, V, S                   | Jour / Soir / Nuit / Fêtes O / N / N / N                     | Voy. / an —                                                  | Exploitant —                                                 |
| 96    | Desserte : - Villes et lieux desservis : Guipavas et Le Relecq-Kerhuon - Gares et stations desservies : Aucune. |                                                              |                                                              |                                                              |                                                              |                                                              |                                                              |                                                              |                                                              |
| 96    | Autre : - Arrêts non accessibles aux PMR : N.C. - Amplitudes horaires : La ligne fonctionne du lundi au samedi à raison de quatre allers-retours par jour. - Histoire : Jusqu'au 4 janvier 2021, la ligne portait l'indice 24. - Date de dernière mise à jour : 27 mars 2021. |                                                              |                                                              |                                                              |                                                              |                                                              |                                                              |                                                              |                                                              |
| 96    | Dernière actualisation : — |                                                              |                                                              |                                                              |                                                              |                                                              |                                                              |                                                              |                                                              |
| 97    | Guipavas — Porte de Guipavas ⥋ Brest — Palaren | Guipavas — Porte de Guipavas ⥋ Brest — Palaren               | Guipavas — Porte de Guipavas ⥋ Brest — Palaren               | Guipavas — Porte de Guipavas ⥋ Brest — Palaren               | Guipavas — Porte de Guipavas ⥋ Brest — Palaren               | Guipavas — Porte de Guipavas ⥋ Brest — Palaren               | Guipavas — Porte de Guipavas ⥋ Brest — Palaren               | Guipavas — Porte de Guipavas ⥋ Brest — Palaren               | Guipavas — Porte de Guipavas ⥋ Brest — Palaren               |
| 97    | Ouverture / Fermeture 29 août 2022 / — | Longueur —                                                   | Durée 10 min                                                 | Nb. d’arrêts 11                                              | Matériel —                                                   | Jours de fonctionnement L, Ma, Me, J, V, S                   | Jour / Soir / Nuit / Fêtes O / N / N / N                     | Voy. / an —                                                  | Exploitant —                                                 |
| 97    | Desserte : - Villes et lieux desservis : Guipavas, Le Relecq-Kerhuon et Brest - Gares et stations desservies : Porte de Guipavas (A). |                                                              |                                                              |                                                              |                                                              |                                                              |                                                              |                                                              |                                                              |
| 97    | Autre : - Arrêts non accessibles aux PMR : N.C. - Amplitudes horaires : La ligne fonctionne du lundi au samedi à raison de cinq allers-retours par jour. - Histoire : Nouvelle ligne reprenant la liaison entre Guipavas et Le Relecq-Kerhuon qu'assurait la ligne 18. - Date de dernière mise à jour : 3 août 2022.                                                                                             |                                                              |                                                              |                                                              |                                                              |                                                              |                                                              |                                                              |                                                              |
| 97    | Dernière actualisation : — |                                                              |                                                              |                                                              |                                                              |                                                              |                                                              |                                                              |                                                              |

### Navettes marché
Un service de 4 navettes assurant la desserte des marchés de Saint-Marc (mardi matin), Plougastel-Daoulas (jeudi matin), Lambézellec (vendredi matin) et Quatre Moulins (samedi matin) est aussi proposé : ce service fonctionne sur réservation et prend en charge les voyageurs à n'importe quel arrêt de bus du réseau et le dépose à l'arrêt de bus le plus proche.
Il est étendu à partir du 27 août 2020 aux habitants des communes de Plouzané, Guilers, Gouesnou, Guipavas et le Relecq-Kerhuon pour la desserte des marchés respectifs des communes concernées.

### Navette stade
Les soirs ou les après midi de match du Stade brestois 29 au stade Francis-Le Blé et en complément de la desserte régulière assurée par le réseau, une navette, gratuite pour les possesseurs d'un billet ou d'un abonnement, est mise en place avant et après le match entre le parking d'Océanopolis à la Place de Strasbourg. La saison 2023-2024 de Ligue 1, inaugure un nouveau circuit, depuis Warspite, à l'ouest de la ville, desservant notamment le campus de l'Université de Bretagne-Occidentale.
| Ligne       | Caractéristiques | Caractéristiques                                | Caractéristiques                                | Caractéristiques                                | Caractéristiques                                | Caractéristiques                                | Caractéristiques                                | Caractéristiques                                | Caractéristiques                                |
| Océanopolis | Brest - Océanopolis ⥋ Brest — Strasbourg-Jaurès | Brest - Océanopolis ⥋ Brest — Strasbourg-Jaurès | Brest - Océanopolis ⥋ Brest — Strasbourg-Jaurès | Brest - Océanopolis ⥋ Brest — Strasbourg-Jaurès | Brest - Océanopolis ⥋ Brest — Strasbourg-Jaurès | Brest - Océanopolis ⥋ Brest — Strasbourg-Jaurès | Brest - Océanopolis ⥋ Brest — Strasbourg-Jaurès | Brest - Océanopolis ⥋ Brest — Strasbourg-Jaurès | Brest - Océanopolis ⥋ Brest — Strasbourg-Jaurès |
| ----------- | --- | ----------------------------------------------- | ----------------------------------------------- | ----------------------------------------------- | ----------------------------------------------- | ----------------------------------------------- | ----------------------------------------------- | ----------------------------------------------- | ----------------------------------------------- |
| Océanopolis | Ouverture / Fermeture 4 janvier 2021 / — | Longueur —                                      | Durée 13 min                                    | Nb. d’arrêts 2                                  | Matériel —                                      | Jours de fonctionnement L, Ma, Me, J, V, S, D   | Jour / Soir / Nuit / Fêtes O / O / O / O        | Voy. / an —                                     | Exploitant —                                    |
| Océanopolis | Desserte : - Villes et lieux desservis : Brest - Gare et station desservie : Strasbourg-Jaurès (A) |                                                 |                                                 |                                                 |                                                 |                                                 |                                                 |                                                 |                                                 |
| Océanopolis | Autre : - Arrêts non accessibles aux PMR : N.C. - Amplitudes horaires : La ligne fonctionne les jours de match - Dans le sens aller, service à partir d'1h20 avant le match, puis 3 services espacés de 20 min - Dans le sens retour, deux services, à 20min d'intervalle, 30min après la fin du temps réglementaire - Date de dernière mise à jour : 25 octobre 2023. |                                                 |                                                 |                                                 |                                                 |                                                 |                                                 |                                                 |                                                 |
| Océanopolis | Dernière actualisation : — |                                                 |                                                 |                                                 |                                                 |                                                 |                                                 |                                                 |                                                 |
| Warspite    | Brest - Warspite ⥋ Brest — Strasbourg-Jaurès | Brest - Warspite ⥋ Brest — Strasbourg-Jaurès    | Brest - Warspite ⥋ Brest — Strasbourg-Jaurès    | Brest - Warspite ⥋ Brest — Strasbourg-Jaurès    | Brest - Warspite ⥋ Brest — Strasbourg-Jaurès    | Brest - Warspite ⥋ Brest — Strasbourg-Jaurès    | Brest - Warspite ⥋ Brest — Strasbourg-Jaurès    | Brest - Warspite ⥋ Brest — Strasbourg-Jaurès    | Brest - Warspite ⥋ Brest — Strasbourg-Jaurès    |
| Warspite    | Ouverture / Fermeture 13 août 2023 / — | Longueur —                                      | Durée 23 min                                    | Nb. d’arrêts 21                                 | Matériel —                                      | Jours de fonctionnement L, Ma, Me, J, V, S, D   | Jour / Soir / Nuit / Fêtes O / O / O / O        | Voy. / an —                                     | Exploitant —                                    |
| Warspite    | Desserte : - Villes et lieux desservis : Brest - Gares et stations desservies : Strasbourg-Jaurès (A). |                                                 |                                                 |                                                 |                                                 |                                                 |                                                 |                                                 |                                                 |
| Warspite    | Autre : - Arrêts non accessibles aux PMR : N.C. - Amplitudes horaires : La ligne fonctionne les jours de match - Dans le sens aller, deux services espacés de 40 min, à partir d'1h20 avant le match - Dans le sens retour, un service, 30min après la fin du temps réglementaire - Date de dernière mise à jour : 25 octobre 2023.                                    |                                                 |                                                 |                                                 |                                                 |                                                 |                                                 |                                                 |                                                 |
| Warspite    | Dernière actualisation : — |                                                 |                                                 |                                                 |                                                 |                                                 |                                                 |                                                 |                                                 |